# Peter Kažimír
Peter Kažimír (ur. 28 czerwca 1968 w Koszycach) – słowacki polityk i ekonomista, w latach 2006–2010 wiceminister finansów, od 2012 do 2019 minister finansów, w latach 2012–2016 i 2018–2019 również wicepremier, od 2019 prezes Narodowego Banku Słowacji.

## Życiorys
Absolwent wydziału handlu w Wyższej Szkole Ekonomicznej w Bratysławie. Początkowo pracował jako asystent doradcy podatkowego. Od 1995 do 2006 zajmował kierownicze stanowiska w spółkach prawa handlowego działających m.in. w branży ubezpieczeniowej.
Zaangażował się w działalność polityczną w ramach partii SMER, w 2010 powierzono mu funkcję wiceprzewodniczącego tego ugrupowania. W wyborach w 2006, 2010, 2012 i 2016 z jej ramienia wybierany na posła do Rady Narodowej.
Od 2006 do 2010 w pierwszym rządzie Roberta Ficy pełnił funkcję sekretarza stanu w Ministerstwie Finansów. Gdy w 2012 Robert Fico formował swój drugi gabinet, nominował Petera Kažimíra na stanowisko wicepremiera i ministra finansów. Na urzędzie ministra pozostał również w powołanym w 2016 trzecim rządzie tegoż premiera. Utrzymał to stanowisko również w utworzonym 22 marca 2018 gabinecie Petera Pellegriniego; dodatkowo powierzono mu wówczas ponownie funkcję wicepremiera.
W marcu 2019 prezydent powoła go na prezesa Narodowego Banku Słowacji w miejsce Józefa Makúcha (z kadencją od 1 czerwca). W konsekwencji w kwietniu tegoż roku Peter Kažimír ustąpił z funkcji rządowych.